# Yanka Pascoalino
Yanka Pascoalino (6 de febrero de 1997) es una deportista brasileña que compite en judo. Ganó una medalla de plata en el Campeonato Panamericano de Judo de 2017, en la categoría de –63 kg.

## Palmarés internacional
| Campeonato Panamericano | Campeonato Panamericano   | Campeonato Panamericano | Campeonato Panamericano |
| Año                     | Lugar                     | Medalla                 | Categoría               |
| ----------------------- | ------------------------- | ----------------------- | ----------------------- |
| 2017                    | Ciudad de Panamá (Panamá) | Medalla de plata        | –63 kg                  |